# Concordia (Missouri)
Concordia é uma cidade localizada no estado americano de Missouri, no Condado de Lafayette.

## Demografia
Segundo o censo americano de 2000, a sua população era de 2360 habitantes.
Em 2006, foi estimada uma população de 2401, um aumento de 41 (1.7%).

## Geografia
De acordo com o United States Census Bureau tem uma área de
4,4 km², dos quais 4,4 km² cobertos por terra e 0,0 km² cobertos por água. Concordia localiza-se a aproximadamente 241 m acima do nível do mar.

## Localidades na vizinhança
O diagrama seguinte representa as localidades num raio de 16 km ao redor de Concordia.